# Sardoniscus pygmaeus
Sardoniscus pygmaeus är en kräftdjursart som först beskrevs av Gustav Budde-Lund 1885.  Sardoniscus pygmaeus ingår i släktet Sardoniscus och familjen Oniscidae. Inga underarter finns listade i Catalogue of Life.